# 碧江楼梯草
碧江楼梯草（学名：Elatostema bijiangense）为荨麻科楼梯草属的植物，为中国的特有植物。分布在中国大陆的云南等地，生长于海拔3,200米的地区，常生长在山地林中，目前尚未由人工引种栽培。